# Epilohmannia insignipes
Epilohmannia insignipes är en kvalsterart som beskrevs av Balogh 1964. Epilohmannia insignipes ingår i släktet Epilohmannia och familjen Epilohmanniidae. Inga underarter finns listade i Catalogue of Life.